# Bandenplakmiddel

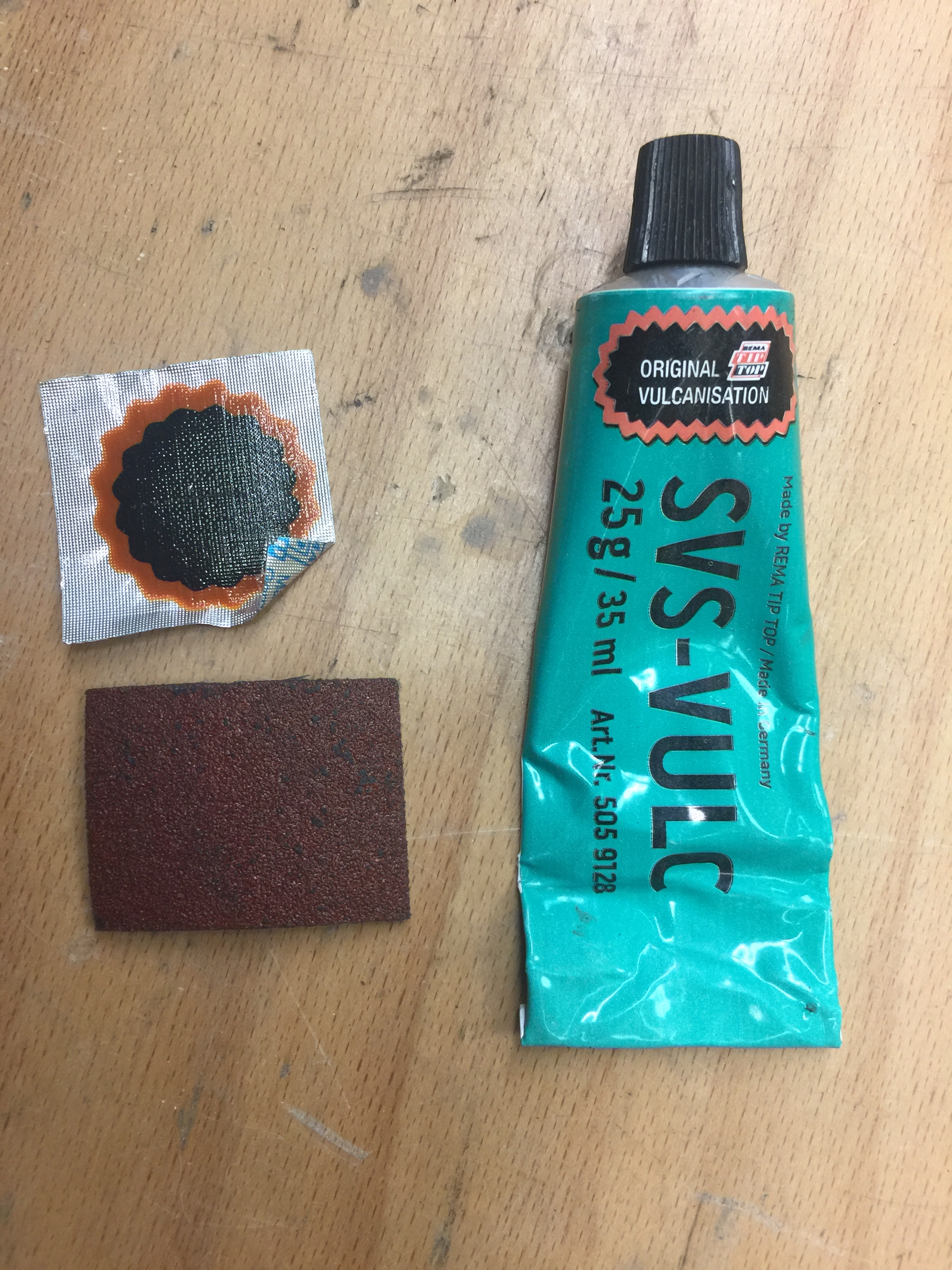
Een tube bandenplakmiddel met bandenplakker en schuurpapiertje.

Bandenplakmiddel (rubbercement) is een lijm die gebruikt wordt om kleine lekken in een rubberen fietsbinnenband te dichten. Het bestaat uit in benzine en tolueen opgelost rubbergranulaat. In Nederland is solutie een gangbare benaming voor een bandenplakmiddel.

## Geschiedenis
"Solutie" werd in 1881 door Simson op de markt gebracht. Het is nog steeds in dezelfde samenstelling verkrijgbaar als product van Rema Tip Top.

## Drug
Bandenplakmiddel wordt ook wel als drug gebruikt bij het lijmsnuiven. 